# Get my way!
「Get my way!」（ゲット・マイ・ウェイ）は、川田まみの4作目のシングルである。

## 概要
ジェネオンエンタテインメントより2007年8月8日に通常盤と初回限定盤の2種類が発売。初回限定盤には本人が出演した「Get my way!」のプロモーションビデオを収録したDVDが同封されている。ちなみにPVは矢切駅（北総鉄道）で撮影されたと思われ、エレクトリック・ギターを弾く川田の姿が見られる。価格は通常盤が1,260円、初回限定盤が1,890円。

## 収録曲
1. Get my way! [2:56]
作詞：川田まみ／作曲：高瀬一矢／編曲：高瀬一矢、尾崎武士
  - テレビアニメ『ハヤテのごとく!』第2クールエンディング主題歌
2. 青空と太陽 [4:21]
作詞：川田まみ／作曲：中沢伴行／編曲：中沢伴行、尾崎武士
3. Get my way! -Instrumental- [2:56]
4. 青空と太陽 -Instrumental- [4:18]